# Каартойоки (приток Уксунйоки)
Ка́артойо́ки (фин. Kaartojoki) — река в России, протекает по территории Суоярвского района Карелии. Впадает в озеро Уксуярви (на реке Уксунйоки).

## Общие сведения
Длина реки — 9 км. Протекает через озёра Хенялампи, Юля-Котаярви, Суури-Котаярви, Каартоярви, Кортеярви. В среднем течении пересекает линию железной дороги Маткаселькя — Суоярви, а также автомобильную дорогу 86К-13 («Суоярви — Койриноя»).
Код водного объекта в государственном водном реестре — 01040300212102000011228.

## Фотографии
- Вид вниз по течению.
- Старый финский железнодорожный мост.
- Финский железнодорожный мост. 1 июля 1942 год.